# Shayna
Shayna  è un nome proprio di persona yiddish femminile.

## Varianti
- Femminili: שֵׁײנָא (Shaynah, Shaina)[1], שֵׁײנֶע (Sheine)[1]
  - Diminutivi: שֵׁײנדֶל (Shaindel)[1]

## Origine e diffusione
Riprende il termine yiddish שֵׁײנָא (shayna), che significa "bella". Ha quindi lo stesso significato di Bella, Speciosa, Bonnie, Grażyna, Jamil e Callisto.
È stato ripreso nei tempi moderni negli Stati Uniti, dove è spesso erroneamente considerato una variante di Seán.

## Onomastico
Il nome è adespota, cioè non è portato da alcuna santa, quindi l'onomastico ricade il 1º novembre, in occasione di Ognissanti.

## Persone
- Shayna Jo Afaisen, modella statunitense